# Sorin Macavei
Sorin Macavei, né le 24 mai 1956 à Cluj en Roumanie, est un joueur de volley-ball roumain. 

## Carrière
Sorin Macavei participe aux Jeux olympiques de 1980 à Moscou et remporte la médaille de bronze avec l'équipe roumaine composée de Valter Chifu, Laurențiu Dumănoiu, Günther Enescu, Dan Gîrleanu, Marius Căta-Chițiga, Viorel Manole, Florin Mina, Corneliu Oros, Nicolae Pop, Constantin Sterea et Nicu Stoian.